# Золотой закон (Бразилия)

Оригинал закона с подписью принцессы-регента

«Золотой закон» от 13 мая 1888 года или «Золотая булла» (порт. Lei Áurea) окончательно отменил рабство в Бразилии. «День мулата» (Dia do Mulato), 13 мая — памятный день бразильского календаря.
Закон содержит всего два пункта:
1. Рабство в Бразилии отменяется.
2. Любые положения права, противоречащие первому пункту, отменяются.

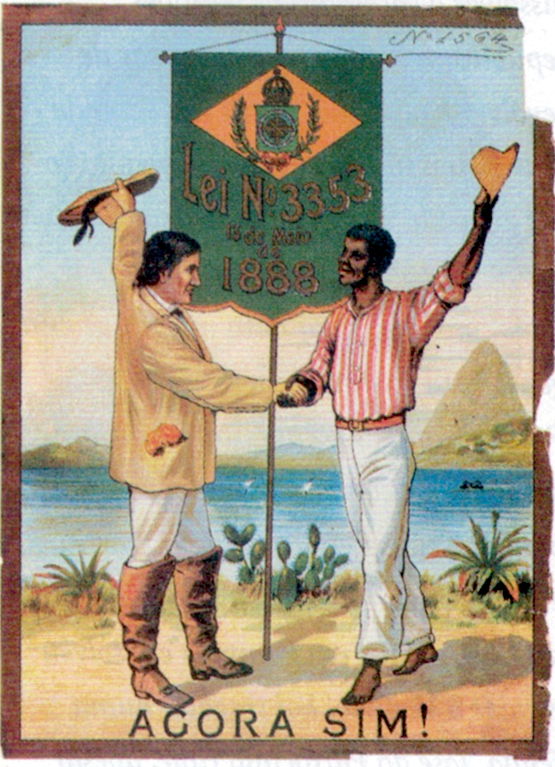
Плакат 1888 года

Закон был составлен министром земледелия Антониу да Силва Праду и подписан принцессой Изабеллой, исполнявшей обязанности регента во время поездки её отца, императора Педру II, в Европу. Дата подписания, 13 мая, намеренно совпала с днём рождения Жуана VI, прадеда Изабеллы и отца первого императора Бразилии.

## Контекст
Ранее, в 1871 году, кабинетом Риу-Бранку был принят закон о свободе рождения, по которому все родившиеся от рабов автоматически получали личную свободу, но их родителей закон не касался. В 1884 году закон освободил рабов в возрасте старше шестидесяти лет. К 1880-м география рабства также изменилась, и экономика стала меньше зависеть от него. Из-за освобождения (по большей части с условием остаться на плантациях) и частых побегов рабов, их общее число в стране снизилось с 1,24 млн в 1884 до 723 тыс. в 1887, большая часть рабов теперь была на производящем кофе юге вместо производящего сахар севера. Но даже плантаторы в Сан-Паулу, где доля рабов в населении снизилась с 28,2 % в 1854 до 8,7 % в 1886, понимали необходимость новой системы организации труда. Провинциальные власти активно начали субсидирование и поощрение иммигрантов. Между 1875 и 1887 около 156 тыс. человек прибыло в Сан-Паулу. Тем временем спрос на дешёвых работников на плантациях сахарного тростника северо-востока был удовлетворён за счёт жителей сертана, которые бежали от разрушительной засухи 1870-х.
К 1888 году Бразилия оставалась последней страной Западного полушария, в которой бытовало рабство; с притоком дешёвой рабочей силы иммигрантов оно уже не было выгодно экономически. Кроме того, Великобритания оказывала давление на Бразилию, требуя отменить рабство, которое якобы давало бразильской экономике несправедливые преимущества перед британскими колониями. Тем временем рабы оставляли плантации в больших количествах, и активное подполье поддерживало беглецов. Во время отсутствия императора армейские офицеры подали петицию принцессе-регентше Изабелле с просьбой освободить их от обязанности преследования беглых рабов. Фельдмаршал Деодору да Фонсека, командующий в Риу-Гранди-ду-Сул, объявил в начале 1887 года, что армия «должна выступить за отмену рабства». Собрание Сан-Паулу подало петицию парламенту для непосредственной отмены рабства. Бразилия оказалась на грани социальной революции, хотя даже плантаторы понимали, что отмена рабства была средством избежать хаоса.

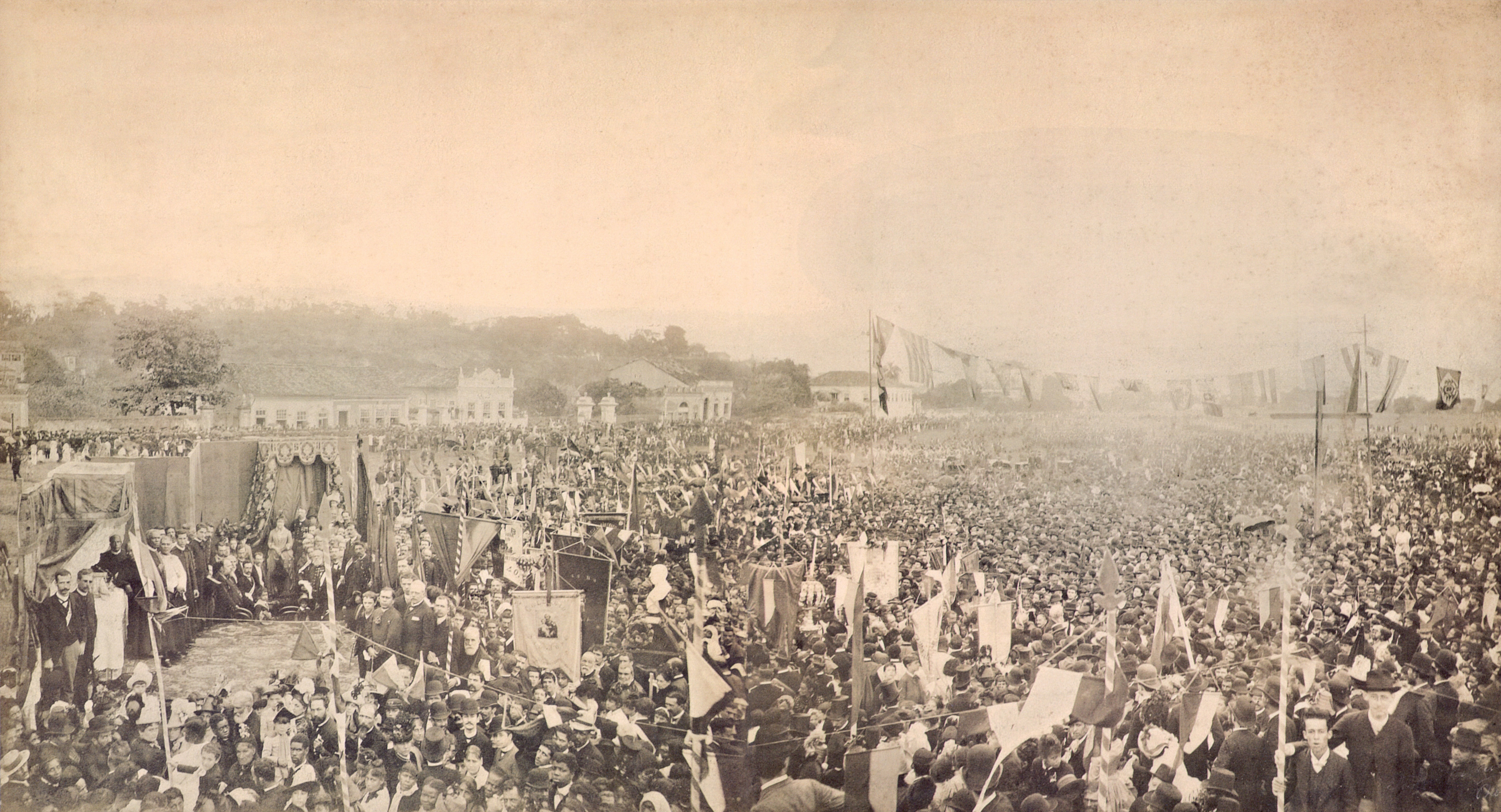
Месса под открытым небом в ознаменование отмены рабства (17 мая 1888 г., Рио-де-Жанейро)

Ближайшим последствием закона стало ухудшение положения землевладельцев-фазендейру (см. фазенда) и экономики страны в целом, что в итоге привело к падению Бразильской империи.